# Trichosteleum humbertii
Trichosteleum humbertii är en bladmossart som beskrevs av Potier de la Varde 1940. Trichosteleum humbertii ingår i släktet Trichosteleum och familjen Sematophyllaceae. Inga underarter finns listade i Catalogue of Life.